# Курцова, Ружена
Ружена Ку́рцова (чеш. Růžena Kurzová, урожд. Гёмова, чеш. Hoehmová; 6 июня 1880 года, Прага — 20 декабря 1938 года, там же) — чешская пианистка и музыкальный педагог. Жена Вилема Курца.
Училась в Праге у Якоба Хольфельда, затем у своего будущего мужа. С 1898 г. вместе с мужем работала в Львовской консерватории, с 1917 г. профессор. В 1919—1928 гг. преподавала в Брно, в последнее десятилетие жизни — в Праге. Ближайшая сотрудница и помощница Вилема Курца, Курцова расширила и дополнила в 1930 г. его книгу «Последовательность при обучении фортепианной игре» (чеш. Postup při vyučování hře klavíru). Как педагог внесла значительный вклад в творческое формирование Рудольфа Фиркушного и Гидеона Клейна.